# Kernenergie in Frankreich

Die Elektrizitätsproduktion in Frankreich wird seit den 1980er Jahren von der Kernenergie dominiert. Ein Teil des erzeugten Stromes wird exportiert. Es werden weiterhin fossile Brennstoffe verstromt.

Kernkraftwerke in Frankreich, Stand 2022, d. h. ohne Fessenheim am Rhein

Frankreich hat seit Jahrzehnten den höchsten prozentualen Anteil an mit Kernenergie erzeugtem Strom weltweit. 2019 stammten ca. 72 % des in Frankreich produzierten Stroms aus Atomkraftwerken (2016: 403 TWh (brutto) von 556 TWh, 2019: 377,4 TWh von 520,5 TWh). Am gesamten Energiemix, also an der im Land verbrauchten Primärenergie für alle Sektoren, d. h. Verkehr, Wärme und Strom, hatte Kernenergie einen Anteil von 37 %. Die Stand 2024 insgesamt 57 in Frankreich betriebenen Kernreaktoren haben eine installierte elektrische Gesamtleistung von ca. 63,1 GW.
Alle Kernkraftwerke werden vom staatlichen Stromkonzern EDF betrieben. Der Großteil der aktiven Reaktoren ging von 1979 bis 1994 in Betrieb, 2000 und 2002 folgten noch Standorte mit je zwei Blöcken aufgrund Bauzeiten von 11 bis 16 Jahren. 14 alte Reaktoren waren Stand März 2020 endgültig abgeschaltet, darunter Fessenheim am Rhein. Ein EPR-Reaktor (ehemals European Pressurized Reactor) ist im Kernkraftwerk Flamanville, einem Standort mit zwei Druckwasserreaktoren aus den 1980er Jahren, als Block 3 in Betrieb. Die geplanten Baukosten und Bauzeiten wurden massiv überschritten (siehe hier).
Bis etwa zum Ausbruch der Wirtschaftskrise ab 2007 plante Staatspräsident Nicolas Sarkozy den Neubau eines weiteren EPR. Nach der Nuklearkatastrophe von Fukushima (März 2011) und der Wahl von François Hollande wurde der Plan nicht weiter verfolgt. Emmanuel Macron kündigte im Februar 2022 eine „Renaissance der Kernenergie“ an, mit dem Bau sechs neuer, verbesserter EPR bis 2050, der Prüfung von acht weiteren Standorten, zudem einer Laufzeitverlängerung bestehender Kraftwerke auf 50 Jahre. Die französische Atomaufsicht Autorité de sûreté nucléaire (ASN) hatte im Februar 2021 in einer Stellungnahme geschrieben, dass Reparaturen an den 32 ältesten Reaktoren Bedingung für eine Laufzeitverlängerung seien.
Im Mai 2022 waren insgesamt 30 von 56 Reaktoren zu Wartungszwecken abgeschaltet, im September sogar 32. Bei zwölf dieser Reaktoren war Korrosion an Schweißnähten aufgetreten.

## Geschichte
Nach dem Zweiten Weltkrieg wurden in Frankreich viele Talsperren unter anderem zur Stromerzeugung errichtet (Liste hier); die Wasserkraft hatte Anfang der 1960er Jahre etwa 70 % Anteil an der erzeugten Strommenge. Infolge des mit Wirtschaftswachstum und Strukturwandel steigenden Strombedarfs wurden in den 1960ern insbesondere Ölkraftwerke zur Deckung des volatiler werdenden Strombedarfs zugebaut.
Die Kernenergie lieferte Anfang der 1960er Jahre nur einen geringen Beitrag zur Stromproduktion. Es wurden, auf Erfahrungen aus dem französischen Atomwaffenprogramm aufbauend, zwischen 1959 und 1972 neun gasgekühlte und graphitmoderierte Reaktoren (UNGG-Reaktoren) in Betrieb genommen; diese konnten mit Natururan betrieben werden. 1967 wurden ein Druckwasserreaktor und ein gasgekühlter Schwerwasserreaktor zur Erprobung der Technologien in Betrieb genommen. 1973 trug die Kernenergie 8 % zur Stromproduktion in Frankreich bei.

### Messmer-Plan
Pierre Messmer (1916–2007) war vom 5. Juli 1972 bis zum 27. Mai 1974 französischer Premierminister (unter Staatspräsident Georges Pompidou).
Der „Messmer-Plan“ (Stromproduktion aus Uran zur Verringerung der Abhängigkeit von Energieimporten) wurde schon vor der ersten Ölpreiskrise beschlossen.
Der massive Zubau neuer Kernkraftwerke war also nicht (wie vielfach angenommen) eine Reaktion auf die Ölpreiskrise. Es gab nach de Gaulles Rücktritt (1969) ein Atom-Kommissariat mit etwa 3.000 Mitarbeitern. Diese waren unterbeschäftigt, nachdem die Force de Frappe mit Kernwaffen ausgerüstet worden war. 1971 ging der Leiter des Atom-Kommissariats in den Ruhestand; André Giraud (1925–1997) wurde sein Nachfolger. Giraud ergriff einige energische Maßnahmen und veröffentlichte im März 1971 einen Plan:
- In den Jahren von 1971 bis 1975 sollten nun vier oder fünf (statt bis dahin geplant zwei) neue Atomkraftwerke mit einer Gesamtleistung von 8000 Megawatt (MW) gebaut werden;
- Als erste Neubauten wurden Fessenheim I am Rhein bei Freiburg im Breisgau und Bugey II an der Rhone bei Lyon vorgesehen.

Die Baubeginne zeigen das Tempo des Ausbaus: Bugey II 1. November 1972, Bugey III 1. September 1973, Bugey IV 1. Juni 1974, Bugey V 1. Juli 1974.
Giraud näherte Staat und Atomindustrie einander stark an (Näheres im Personenartikel; siehe auch Wirtschaft Frankreichs und gelenkte Volkswirtschaft).
Der Bau dauerte deutlich länger als erwartet (Fertigstellung zwischen Mai 1978 und Juli 1979). 1980 gingen sieben französische Atomkraftwerke in Betrieb, 1981 acht, 1982 zwei, 1983 vier, 1984 sechs, 1985 vier und 1986 sechs.
Georges Pompidou (Staatspräsident Juni 1969–1974) trieb wie seine Vorgänger die Modernisierung Frankreichs voran. Frankreich war bis in die 1960er Jahre ein agrarisch geprägtes Land. Mit zunehmender Industrialisierung während des Wirtschaftsbooms der Nachkriegsjahre (Trente glorieuses) entfielen viele Arbeitsplätze in der Landwirtschaft und entstanden viele in der Industrie. Der Energieverbrauch Frankreichs stieg deutlich an.
Die EdF wählte als Technologie den Druckwasserreaktor aus, u. a. auch wegen der vorhandenen Urananreicherungskapazitäten aus dem Atomwaffenprogramm. Die nationale Genehmigungs- und Aufsichtsbehörde Autorité de sûreté nucléaire (in Deutschland: auf föderaler Ebene, siehe Atomaufsichtsbehörde) begünstigte die Verwendung standardisierter Reaktordesigns in ganz Frankreich (CP0, CP1, CP2); dies war eine Grundlage für einen schnellen und relativ preisgünstigen Ausbau der Kernkraftwerks-Kapazitäten in den 1970er und 1980er Jahren. In Deutschland wurden dagegen relativ viele verschiedene Typen gebaut; nur von der Baulinie 69 (1969) gab es vier fast baugleiche Kernreaktoren. 1979 wurden 20 % des Stroms in Kernkraftwerken erzeugt, 1983 waren es 49 % und 1990 etwa 75 %. Parallel zum Ausbau der Kernenergie wurden in den 1980er Jahren fossile Kraftwerke stillgelegt.

### Ära Mitterrand und Abflauen des Booms
Unter François Mitterrand (Präsident 1981–1995) kam es zu einer Verlangsamung des Zubaus von Kernkraftwerken (siehe Liste der Nuklearanlagen in Frankreich).
Es zeigte sich, dass der Messmer-Plan (ähnlich wie viele deutsche Prognosen in den 1970er Jahren) den Strombedarf massiv überschätzt hatte. Es entstand eine Überkapazität an Kernkraftwerken. 1988 waren die Reaktoren der EDF im Mittel nur zu 61 % ausgelastet; dies erschwerte die Rückzahlung der für ihren Bau aufgenommenen Kredite. Zur Erschließung zusätzlicher Absatzmöglichkeiten wurden daher Verbindungen zu den Elektrizitätsnetzen der Nachbarstaaten ausgebaut (siehe Europäisches Verbundsystem).

### Reaktion auf Fukushima
Im Gegensatz zu Deutschland und weiteren Ländern, insbesondere Japan, änderte nach den Kernschmelzen in Fukushima im Jahr 2011 Frankreich unter Präsident Nicolas Sarkozy seine Atompolitik nicht. Die nach Fukushima vom französischen Institut für Strahlenschutz und nukleare Sicherheit (IRSN) durchgeführten Stresstests ergaben, dass alle 58 aktiven Kernreaktoren aus Gründen der Betriebssicherheit nachgerüstet werden müss(t)en, da sie nicht ausreichend gegen Naturkatastrophen ausgelegt sind. Erforderlich wurden zusätzliche Einbauten von überschwemmungssicheren Dieselgeneratoren, Nachrüstungen von erdbebensicheren Rohren, zudem mussten die Kühlwasservorräte für die Notkühlung vergrößert werden. Daneben wurden bei den Kernkraftwerken Tricastin, Gravellines und Saint Alban bisher übersehene oder ignorierte Sicherheitsmängel entdeckt, beispielsweise die Nähe zu Chemiefabriken und Betrieben für explosive Stoffe.
Im September 2011 kündigten die Spitzenkandidaten der (damals) oppositionellen sozialistischen Partei (PS) an, langfristig aus der Kernenergienutzung aussteigen zu wollen. Im November 2011 wurde bekannt, dass Sozialisten und Grüne bei einem Wahlsieg 2012 24 der 58 Kernreaktoren bis spätestens 2025 vom Netz nehmen wollten. Das Kernkraftwerk Fessenheim solle sofort abgeschaltet werden.
Im Juni 2011 hatten sich bei einer repräsentativen Umfrage des Institut français d’opinion publique 62 % der Franzosen für einen Ausstieg aus der Kernenergie binnen 25 bis 30 Jahren ausgesprochen; weitere 15 % wollten schneller aussteigen.
François Hollande wurde in der Stichwahl am 6. Mai 2012 gegen Amtsinhaber Nicolas Sarkozy zum Präsidenten Frankreichs gewählt.
Bei der Französischen Parlamentswahl am 10. und 17. Juni 2012 erhielt die Parti Socialiste eine absolute Mehrheit der Mandate in der Nationalversammlung, somit waren größere Möglichkeiten gegeben, die Energiepolitik zu ändern; letzten Endes wurde unter Hollande entgegen seiner Versprechen aber kein einziges AKW abgeschaltet.

### Ausfälle 2021/2022
Im Oktober 2021 wurden bei der zehnjährigen Inspektion in Block 1 des Kernkraftwerk Civaux Mängel in der Nähe von Schweißnähten an Rohrkrümmern des Sicherheitseinspritzsystems festgestellt. Beide Reaktoren dort sind vom Typ N4, der jüngsten AKW-Generation. Kontrollen am Block 2 fanden ähnliche Mängel. Die beiden Reaktoren mit einer Nettoleistung von je 1495 MW wurden im November 2021 außer Betrieb genommen.
Am 15. Dezember 2021 teilte EDF der nuklearen Sicherheitsbehörde ASN mit, dass sich nach ersten metallurgischen Untersuchungen gezeigt habe, dass die Risse wohl auf Grund von Spannungskorrosion entstanden. Die betroffenen Teile sollten ausgetauscht werden, was zu einer unvorhergesehenen Verlängerung der AKW-Stillstandszeiten führte. Weil die baugleichen Reaktoren im Kernkraftwerk Chooz (Ardennen) mit zwei Blöcken (je 1.560 MW Bruttoleistung) die gleiche Technologie verwenden, wurden auch diese vorsorglich und unplanmäßig außer Betrieb genommen. Chooz 2 wurde am 16. Dezember 2021 vom Netz genommen, Chooz 1 am 18. Dezember 2021. Später wurden fünf weitere Reaktoren der 1300 MW-Reihe und drei 900 MW-Reaktoren außer Betrieb genommen, um sie auf Korrosionsprobleme zu untersuchen bzw. die Probleme zu beheben. EDF reduzierte im Juli 2022 die Prognose für die Atomstromproduktion in Frankreich für 2022 auf 280–300 TWh, gegenüber 360 TWh im Jahr 2021.
Ende Juli 2022 waren nur 26 von 56 französischen in Dienst befindlichen Kernreaktoren in Betrieb, sodass Frankreich verstärkt von Gaskraftwerken, Windkraftanlagen und Stromimporten abhängig wurde. Infolge der Stillstände verzehnfachten sich die Börsenstrompreise in Frankreich gegenüber dem langjährigen Mittel auf ca. 500 Euro/MWh. Ursachen für die vielen außer Betrieb genommenen Kernreaktoren waren neben den Korrosionsschäden ein wartungsintensiver alter Kraftwerkspark und die COVID-Maßnahmen, wegen der viele Wartungen verschoben wurden (die nachgeholt werden mussten). Frankreich kündigte eine vollständige Verstaatlichung von EdF an. Der Energiekonzern, der alle französischen Kernkraftwerke betreibt, hatte zuvor in den ersten sechs Monaten des Jahres 2022 mehr als fünf Mrd. Euro Verlust erwirtschaftet. Für das Gesamtjahr 2022 rechnete EdF mit der niedrigsten Atomstromproduktion seit 30 Jahren. Stand 19. August 2022 waren von einer installierten Leistung von mehr als 60 GW nur ca. 31 GW in Betrieb. Anfang September 2022 erklärte die französische Regierung, bis zum Winter alle ausgefallenen Reaktoren wieder hochfahren zu wollen.
Um die reduzierte Produktion zu kompensieren, war Frankreich auf Stromzukäufe aus dem Ausland angewiesen. Durch die große Nachfrage Frankreichs, die auch in anderen Strommärkten die Strombezugspreise stark steigen ließ, erhöhten sich ebenfalls die Strompreise in Staaten wie z. B. Deutschland. Gleichzeitig kam es in Frankreich durch die Einführung des Strompreisdeckels zu einem deutlichen Anstieg der Staatsverschuldung.
Infolge der Dürre und Hitze in Europa 2022 verschärfte sich die Situation: Kernkraftwerke benötigen Kühlwasser aus Gewässern, das je nach Art der Kühlung nach der Nutzung ggfs. zurückgeleitet wird. Um Umweltauflagen zu erfüllen, dürfen Wassertemperatur und Durchfluss bei der Rückführung bestimmte Grenzen nicht überschreiten. Dadurch wird es ggfs. notwendig, die Leistung einiger Kernkraftwerke vorübergehend zu reduzieren, was auch im Sommer 2022 geschah. Zur Sicherstellung der Netzstabilität erlaubte die französische Nuklearregulierungsbehörde ASN für fünf Kernkraftwerke eine bis Mitte September befristete Anhebung dieser Grenzwerte (Golfech am Ufer der Garonne, Blayais an der Gironde und Saint-Alban, Bugey und Tricastin an der Rhône). Die diesbezüglichen Regularien entstanden als Reaktion auf die Hitzewellen von 2003, 2005 und 2006. Bis 2022 wurden sie nur einmal im August 2018 bei einem einzelnen Kernkraftwerk angewendet. Durch diese Maßnahme konnte der hitze- und trockenheitsbedingte Anteil an den Produktionsausfällen mit 501 GWh im Jahr 2022 – auch im Verhältnis zu den Vorjahren – gering gehalten werden.
Anfang Oktober kündigte Frankreich an, einen sog. „Strom-Wetterbericht“ im Fernsehen einführen zu wollen, durch den die Bürger mit grünen, gelben und roten Symbolen über die aktuelle Situation im Stromsystem informiert würden. Während bei grün ausreichend Strom zur Verfügung steht, signalisiert gelb eine angespannte Lage, während bei rot Stromausfälle drohen. Ziel war es, die Bürger mit dem Strom-Wetterbericht zur Senkung ihres Verbrauchs aufzurufen bzw. sie zu animieren, verschiebbare Lasten wie Wäschewaschen in günstigere Zeitfenster zu verlagern, um auf diese Weise Stromausfälle zu vermeiden. Ebenfalls wurde ein stillgelegtes Kohlekraftwerk wieder reaktiviert. Zudem erklärte der Netzbetreiber RTE, die strombasierte Warmwassererzeugung von ca. 4,3 Millionen Haushalten werde in den Mittagsstunden ausgesetzt, um das Stromnetz zu stabilisieren. Zu dem Zeitpunkt waren weiterhin 28 der 56 Kernkraftwerke nicht betriebsfähig.
Aufgrund der Ausfälle kam es 2022 zu einer historisch niedrigen Atomstromproduktion und der Betreiber der Kernkraftwerke, EdF, schrieb mit einem Jahresverlust von 17,9 Milliarden Euro den höchsten Verlust in der bisherigen Firmengeschichte. Zudem stiegen die Schulden des Konzerns auf 64,5 Milliarden Euro.

### Angekündigte Renaissance unter Macron
Im Februar 2022 kündigte der französische Präsident Emmanuel Macron den Bau von bis zu 14 neuen Atomreaktoren zusätzlich zu dem damals noch im Bau befindlichen EPR am Standort Flamanville an. Bis 2050 sollten sechs EPR-Reaktoren der zweiten Generation gebaut und der Bau weiterer acht Meiler geprüft werden. Bei einem Baubeginn im Jahr 2028 solle der erste neue Reaktor im Jahr 2035 ans Netz gehen. Die Laufzeit bestehender Atomkraftwerke solle verlängert werden, solange keine Sicherheitsbedenken bestünden. Zur Überbrückung bis zur Fertigstellung neuer Reaktoren sollten 50 Offshore-Windparks errichtet werden. Im Zuge des russischen Überfalls auf die Ukraine und den in Folge abnehmenden Gaslieferungen folgte die französische Politik dem Vorgehen Macrons. Die Renaissance der Atomkraft stieß in der französischen Bevölkerung auf Zustimmung. Im Rahmen der Präsidentschaftswahl in Frankreich 2022 kündigte Macron an, bis 2050 die Photovoltaik-Kapazität auf 100 GW und die von Offshore-Windkraftanlagen auf 40 GW ausbauen zu wollen.
Im März 2023 wurde ein Gesetz „zum beschleunigten Verfahren beim Bau von Atomanlagen“ verabschiedet. Frankreich plant nun den Bau von Small Modular Reactors und sechs neuer EPR2 Reaktoren, mit dem Ziel, bis 2035 klimaneutral zu sein. Außerdem soll die Kernkraft zur Produktion von rosa Wasserstoff genutzt werden.
Stand Juli 2023 sollten sechs neue EPR2-Reaktoren an drei Standorten gebaut werden: Penly (geplante Inbetriebnahme im Idealfall 2035), Gravelines (2038) und Bugey (2042).

Im Januar 2025 mahnte der französische Rechnungshof eine bessere Planung und bis dahin einen Aufschub der sechs neuen Reaktoren an. Ende 2023 hatte EDF die Kosten für diese auf 67,4 Milliarden Euro geschätzt, die Kosten für den einen Reaktor Flamanville 3 betrugen jedoch 23,7 Milliarden Euro, seine Bauzeit waren 17 Jahre. Der Rechnungshof beklagte auch, dass EDF sich bislang „absichtlich und beharrlich geweigert“ habe, detaillierte Zahlen zu Rentabilität und Produktionskosten vorzulegen.

Die Kostenschätzung für die zwei jenseits des Ärmelkanals durch EDF in Bau befindlichen EPR-Reaktoren Hinkley Point C lag im Februar 2024 bei rund 50 Mrd. Euro.
Im Kernkraftwerk Olkiluoto ging 2023 ein EPR-Reaktor in Betrieb. Der Bau war 2005 begonnen worden und hätte eigentlich 2009 fertig sein sollen. Der reguläre Betrieb begann aber erst am 16. April 2023. Als Kaufpreis waren 3 Milliarden Euro vereinbart worden; 2022 wurden die tatsächlichen Kosten auf 11 Milliarden Euro geschätzt. Areva erlitt Milliarden-Verluste, wurde vom Staat Frankreich gerettet und im August 2017 per Squeeze-out von der Börse genommen.

## Besonderheiten der Nuklearenergie in Frankreich
Wegen des hohen Anteils der Kernenergie an der Gesamtstromproduktion ist es für französische Kernkraftwerke wichtig, ihre Leistung der Nachfrage anpassen zu können („Lastfolgebetrieb“), also als Mittellastkraftwerke zu arbeiten. Dies erfordert einige technische Anpassungen der Reaktorkonstruktion; Kernkraftwerke werden international üblicherweise als Grundlastkraftwerke eingesetzt. Der Kapazitätsfaktor von Kernkraftwerken ist im 21. Jahrhundert auf einen globalen Durchschnittswert weit über 80 % gestiegen und erreicht(e) in Ländern wie Deutschland oder den USA zuletzt Werte über 90 %. Obwohl bis Eröffnung des ersten EPR am Standort Taishan die leistungsfähigsten Kernreaktoren der Welt in Frankreich standen, gelang es daher den etwas leistungsschwächeren Reaktoren in Deutschland, den USA, und anderen Ländern oft, den ersten Platz der Liste der Kernreaktoren mit der höchsten Jahresproduktion zu erreichen.
Wegen der beschriebenen Problematik waren die französischen Kernkraftwerke um das Jahr 2008 nur zu etwa 75 % ausgelastet. Wegen des hohen Fixkostenanteils an den Gesamtbetriebskosten eines Kernkraftwerks ist dies aus ökonomischer Sicht schlecht.
Manchmal wurde behauptet, Frankreich habe zu viel in nukleare Erzeugungskapazitäten investiert, Strom wurde zu niedrigen Preisen ins Ausland exportiert; subventionierte Preise und niedrige Steuern befeuerten die Nachfrage im Inland. Dies führte zu einem relativ hohen Elektrizitätsverbrauch in Frankreich, u. a. durch elektrische Warmwasserbereitung sowie Gebäudeheizungen.  Aus dem hohen Heizbedarf im Winter, dem kein äquivalenter Bedarf für Kühlung im Sommer gegenüber steht, ergibt sich auch ein stärker saisonales Lastprofil als in vielen anderen Ländern. Da Druckwasserreaktoren französischer Bauart (anders als zum Beispiel der kanadische CANDU oder der sowjetische RBMK) ohnehin zum Austausch von Brennelementen etwa alle 12–24 Monate heruntergefahren werden müssen, legt man diese Vorgänge in Frankreich bevorzugt in den Sommer und verbindet sie mit Revisionen und Überprüfen/Austausch von Komponenten, welche nicht während des Leistungsbetriebs möglich sind. Dadurch ist planmäßig im Sommer weniger Kapazität verfügbar als im Winter.
Durch die globale Erwärmung hat die Zahl, Intensität und Dauer der Hitze- und Trockenperioden zugenommen. Dies kann die Verfügbarkeit von Kühlwasser der Kernkraftwerke und damit deren Leistung negativ beeinflussen. Projektionen des IPCC deuten darauf hin, dass die Produktion von an Seen und Flüssen gelegenen Wärmekraftwerken in Zukunft besonders empfindlich auf die globale Erwärmung reagieren wird. Sie könnten häufiger Wasserbeschränkungen unterliegen, da die Temperatur der Wasserauslässe die behördlichen Grenzwerte zunehmend überschreitet. Europäische Anlagen, insbesondere in Südfrankreich, könnten dabei die höchsten prozentualen Zunahmen an aufeinanderfolgenden Trockentagen verzeichnen.
Deutschlands Atomausstieg im April 2023 (die letzten drei Kernreaktoren wurden abgeschaltet) löste auch in Frankreich Diskussionen aus.

## Reaktortypen

### Die ersten Generationen
Die ersten Reaktoren waren gasgekühlte und graphitmoderierte Reaktoren (UNGG-Reaktoren). Alle Reaktoren dieser Generation wurden inzwischen abgeschaltet. Ein erster Druckwasserreaktor der 300-MWe-Klasse wurde in Chooz auf Basis eines Westinghouse-Designs errichtet. Anhand der dort gewonnenen Erfahrungen wurden die standardisierten französischen Reaktortypen entwickelt.

### 900-MWe-Klasse (CP0, CP1 und CP2)

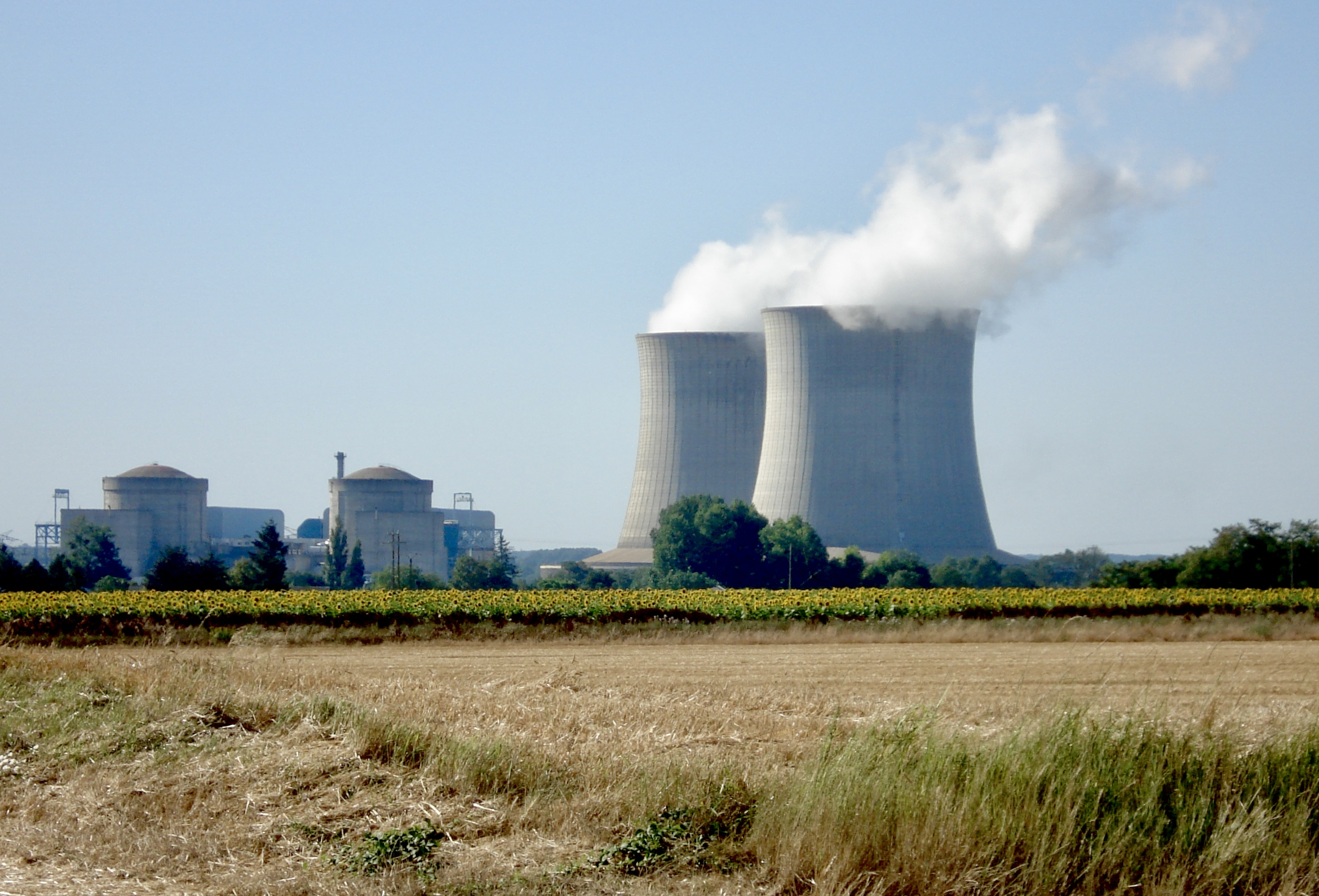
Das Kernkraftwerk Saint-Laurent, zwei CP2-Reaktoren mit ihren Kühltürmen zur Rechten

Alle Kraftwerken der CPx-Baureihe (CP steht für contrat-programme, wobei die nachfolgende Nummer die Nummer des Programmes benennt) sind ähnlich aufgebaut; die elektrische Nettoleistung beträgt um 900 MW unter Verwendung eines „3-loop“-Designs. Dabei wird die Wärme des Primärkreises über drei Dampferzeuger an den Sekundärkreis überführt, mit dem dort erzeugten Dampf wird die Turbine betrieben.
Als erste Reaktoren der CP0-Baulinie wurden 1977 die beiden Blöcke des Kernkraftwerks Fessenheim in Betrieb genommen, die vier weiteren CP0-Reaktoren befinden sich in Bugey. Bei Kraftwerken der Linien CP0 und CP1 teilen sich noch zwei Reaktorblöcke ein Maschinenhaus und eine Steuerzentrale.
Die Reaktoren der CP1- und CP2-Baureihe verfügen über einen zusätzlichen Kühlkreislauf, zusätzliche Notfallsysteme, eine flexiblere Steuertechnologie für den Lastfolgebetrieb und sind in ihrer Konstruktion sehr ähnlich. Beide werden öfters auch unter der Bezeichnung 'CPY' zusammengefasst.
Die vier Reaktoren der CP0-Baureihe in Bugey sowie alle 28 Reaktoren der CPY-Baureihe in Frankreich mit einer Gesamtleistung von 3,7 GW bzw. 26 GW sind nach wie vor in Betrieb. CPY-Reaktoren wurden auch in anderen Ländern errichtet, u. a. das Kernkraftwerk Koeberg in Südafrika sowie die benachbarten Kernkraftwerke Daya Wan und Ling’ao in China (dort als M310 bezeichnet).

### 1300-MWe-Klasse (P4 und P'4)

Das Kernkraftwerk Cattenom besteht aus vier 1300-MWe-Reaktoren

Der P4 (P4 steht für Paluel 4-loop) ist eine Weiterentwicklung des CP2 s – die elektrische Nettoleistung wurde unter Verwendung eines „4-loop“-Designs auf 1300 MWe gesteigert. Weiterhin wurde die Reaktorsteuerung zum Lastfolgebetrieb verbessert.
Vom P4 wurden 20 Reaktoren mit einer Gesamtnettoleistung von 26 GW errichtet. Der konstruktive Unterschied zwischen den P4 und P'4 besteht in der Baugröße der Reaktorgebäude und der Maschinenhallen, die bei dem P'4 kleiner ausgelegt wurden, um die Baukosten zu verringern.

### 1450-MWe-Klasse (N4)

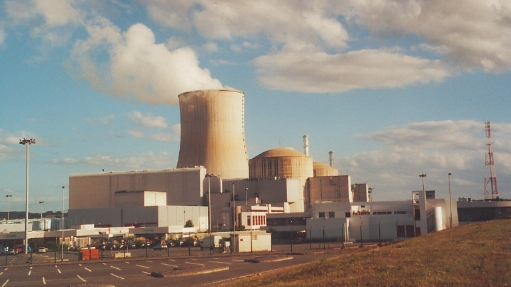
Das Kernkraftwerk Civaux mit zwei 1500-MWe-Reaktoren

Der N4-Reaktortyp weist neben einer gesteigerten Leistung insbesondere Verbesserungen bei der Lastfolgefähigkeit auf. Ein N4-Reaktor kann seine Leistung unter vermindertem Einsatz von Borsäure anpassen und ist unter den bisher errichteten großen Druckwasserreaktoren der am flexibelsten regelbare.
Vom N4 wurden nur vier Reaktoren errichtet, zwei im Kernkraftwerk Civaux und zwei im Kernkraftwerk Chooz. Der Bau begann jeweils zwischen 1984 und 1991, die kommerzielle Inbetriebnahme erfolgte – wegen thermischer Materialermüdungsprobleme am Restwärme-Abfuhr-System sowie Turbinen-Problemen – erst zwischen 2000 und 2002.
Die vier errichteten Reaktoren haben eine elektrische Gesamtnettoleistung von 6000 MW.

### 1750-MWe-Klasse (EPR)
Die nächste französische Reaktorgeneration ist der EPR. Er wurde von Areva und Siemens aus N4 und Konvoi entwickelt.
Mit dem Bau des ersten EPR wurde in Finnland im Kernkraftwerk Olkiluoto im Jahr 2007 begonnen. Die Baukosten des Reaktors Olkiluoto 3 sind massiv überschritten, der Block wurde am 21. Dezember 2021 mit 13 Jahren Verspätung das erste Mal kritisch. Die Baukosten und die Verzögerungen waren Gegenstand von Gerichtsprozessen zwischen Areva und dem Betreiber TVO.
Ein zweiter EPR wurde in Flamanville (Frankreich) Ende 2007 begonnen; ursprünglich war 2012 als Inbetriebnahmejahr vorgesehen. Die Investitionsausgaben dieses Reaktors erhöhten sich während der Bauzeit stark. Wurden vor Baubeginn im Jahr 2005 Kosten von 3,3 Mrd. Euro veranschlagt, stiegen diese bis 2018 auf 10,5 Mrd. Euro an, bei Inbetriebnahme waren sie auf voraussichtlich 13,2 Milliarden gestiegen. Der Käufer EDF hatte einen Festpreis vereinbart; Areva bzw. Areva NP machten beim Bau Milliardenverluste.
Zum Jahreswechsel 2017/18 übernahm EDF 75,5 % des bisherigen Reaktorgeschäfts von Areva, um deren Konkurs abzuwenden, lediglich die Projekte Olkiluoto und Flamanville verblieben bei Areva, deren Rest mittlerweile in Orano umbenannt wurde.
Im Januar 2009 verkündete der damalige Präsident Sarkozy Pläne für einen dritten EPR im Kernkraftwerk Penly. Diese wurden später zunächst aufgegeben. Stand Februar 2022 sollten zwei EPR2-Reaktoren am Standort Penly gebaut werden und zwischen 2035 und 2037 in Betrieb gehen.
Stand Juli 2022 waren zwei EPR am Kernkraftwerk Taishan in China in Betrieb (erster Block 2018 und zweiter Block 2019).

Flamanville 3 wurde am 3. September 2024 erstmals kritisch.

### Brutreaktoren
In Frankreich wurden in der Vergangenheit auch zwei Schnelle Brüter betrieben, die Meiler Phénix und Superphénix. Beide wurden aus wirtschaftlichen Gründen vorzeitig stillgelegt.

### Fusionsreaktoren
Der Demonstrationsreaktor ITER wird seit 2009 im französischen Cadarache gebaut und soll die Machbarkeit der Stromerzeugung aus der Fusion von Deuterium und Tritium zeigen. Die Inbetriebnahme ist (Stand Juli 2024) für 2034 vorgesehen.

## Sicherheit

### Europäischer Stresstest für Kernkraftwerke
Nach der Nuklearkatastrophe von Fukushima wurde auf EU-Ebene ein Stresstest aller bestehenden Kernkraftwerke durchgeführt. Bei diesem Stresstest fielen neben nordeuropäischen Kernkraftwerken v. a. französische Anlagen besonders negativ auf. Bei allen 54 Kernkraftwerken wurden größere Mängel nachgewiesen, selbst das beste französische Kernkraftwerk lag mit fünf Rügen unter dem EU-Schnitt. Andere Kernkraftwerke lagen mit bis zu sieben Rügen am Ende der Tabelle. Bei allen Kraftwerken besteht erheblicher Nachrüstbedarf, europaweit wird pro Reaktorblock je nach Schwere der Mängel mit ca. 30 bis 200 Millionen Euro kalkuliert.
Umweltverbände kritisierten den Stresstest scharf und forderten die Abschaltung der beanstandeten Kraftwerke. So habe der Stresstest größtenteils auf dem Papier stattgefunden, während nur wenige Kraftwerke tatsächlich untersucht worden seien. Ursprünglich waren auf Druck u. a. von Frankreich in der gesamten EU nur 38 der 134 Kernkraftwerke inspiziert worden, wobei in besonders umstrittenen Anlagen wie im Kernkraftwerk Fessenheim und im tschechischen Kernkraftwerk Temelín keine Untersuchungen stattfanden. Daraufhin wurden nach heftiger Kritik an dem Verfahren acht weitere Kraftwerke inspiziert, worauf sich die französische Atom-Sicherheitsbehörde ASN über die Methodik des Stresstestes beschwerte. Zudem seien laut Umweltschützern bestimmte Risiken wie die Gefahr von Terroranschlägen oder Flugzeugabstürze völlig unberücksichtigt geblieben, während hingegen nur die Widerstandsfähigkeit gegen extreme Naturereignisse sowie die Beherrschung von daraus entstandenen Unfällen untersucht worden sei. Zuvor waren auf Initiative Frankreichs und Großbritanniens terroristische Anschläge und Cyberangriffe aus dem Prüfkatalog genommen worden.

### Finanzielle Folgen eines schweren Reaktorunfalls
Im Februar 2013 wurde eine Studie des französischen Instituts für Strahlenschutz und nukleare Sicherheit IRSN veröffentlicht, in der die ökonomischen Folgen eines Reaktorunfalls analog der Katastrophe von Fukushima in einem französischen Kernkraftwerk untersucht wurden. Insgesamt gehen die Forscher von einem Gesamtschaden von ca. 430 Mrd. Euro aus, was etwa doppelt so viel sei wie die Folgekosten in Fukushima. Grund hierfür sei u. a., dass in Japan durch das Wetter während der Katastrophe, v. a. durch den Wind, der den Fallout größtenteils aufs Meer hinauswehte, mögliche schlimmere Auswirkungen verhindert wurden. In Frankreich sei dies nicht zu erwarten. Es sei mit etwa 100.000 Flüchtlingen zu rechnen, neben mehreren Departements seien bei grenznahen Standorten wie z. B. Cattenom oder Fessenheim auch Nachbarländer wie Deutschland betroffen. Etwa 110 Mrd. Euro müssten für direkte Umweltkosten wie die Entseuchung radioaktiv kontaminierter Regionen aufgewandt werden, zudem fielen starke wirtschaftliche Folgekosten an. Neben einem starken Rückgang des Tourismus sei auch ein Einbruch im Verkauf von Agrarprodukten, speziell französischen Weins zu erwarten, was zusammen 160 Mrd. Euro Folgekosten nach sich ziehen könnte. Angesichts dieser hohen finanziellen Auswirkungen plädierte ISRN-Generaldirektor Jacques Repussard dafür, französische Kernkraftwerke aus Sicherheitsgründen nachzurüsten. Die Studie zeige klar, dass „die zehn Milliarden Euro, die EDF seit Fukushima investieren soll, um seine Atomkraftwerke sicherer zu machen, nicht besonders hoch gegriffen“ seien.

### Materialmängel
Bei mehreren Kraftwerken, unter anderem beim Neubau Flamanville 3, wurden Mängel an den genutzten Stahllegierungen festgestellt, in Flamanville war der Reaktordruckbehälter betroffen. Ähnliche Mängel könnten laut der Atomaufsichtsbehörde ASN in 18 weiteren Reaktoren aufgetreten sein, daher wurde eine Überprüfung angeordnet. Im Oktober 2016 ordnete die Aufsichtsbehörde ASN zudem die Abschaltung von fünf Kernreaktoren (Fessenheim 1, Civeaux 1, Gravelines 4 sowie Tricastin 2 und 4) an wegen des Verdachts auf fehlerhafte Stahllegierungen in den Dampferzeugern. Die Reaktoren sollten laut Betreiber EDF im November oder Dezember 2016 für jeweils 3–4 Wochen abgeschaltet werden. Später teilte ASN mit, insgesamt müssten zwölf Reaktoren geprüft werden.
Unter anderem wegen dieser Abschaltungen musste Frankreich im Winter 2016/17 große Mengen Strom aus den umliegenden Staaten importieren, insbesondere aus Deutschland, Belgien, Großbritannien und Spanien. Mitte Januar 2017 richtete die damalige Energieministerin Ségolène Royal einen Krisenstab ein, der zum Ziel hatte, die Versorgungssicherheit Frankreichs auch während einer erwarteten Kältewelle zu sichern, wenn in Frankreich der Stromverbrauch durch Elektroheizungen sehr hoch ist. Gestaffelte Notmaßnahmen sahen unter anderem vor, bestimmte Haushaltsgeräte nur zu unkritischen Zeiten zu betreiben, verbrauchsstarke Industrieunternehmen nicht mit Strom zu versorgen, vorübergehend vom Netz zu nehmen und ggf. einzelne Regionen stundenweise ganz vom Netz zu nehmen. In Deutschland erhöhten Netzbetreiber kurzfristig die Übertragungskapazität von Stromtrassen nach Frankreich; zudem wurden geplante Wartungsarbeiten an Stromleitungen außerplanmäßig verschoben, um möglichst viel Strom nach Frankreich exportieren zu können. Auch wurden in Deutschland Kraftwerke aus der Kaltreserve hochgefahren und Redispatch-Maßnahmen durchgeführt, um die Versorgungssicherheit in Frankreich zu erhöhen.

### Rostprobleme
Im Oktober 2017 warnte die französische Atomsicherheitsbehörde ASN vor verrosteten Kühlleitungen in 29 der 58 Kernreaktoren des Landes. Manche der Kühlleitungen seien derart stark verrostet, dass „es ein reales Risiko gibt, dass die Leitungen im Fall eines Erdbebens den Erschütterungen nicht standhalten“. Dies könne zu einer Kernschmelze wie in Fukushima führen. Aufgrund dieser Gefahren stufte die ASN die Rostprobleme auf INES-Stufe 2 ein. Als Ursache für die Rostprobleme nannte die ASN mangelhafte Wartung der Kraftwerke.
Ende 2021 wurden wieder Korrosionsschäden entdeckt, im Mai 2022 waren insgesamt 30 von 56 Reaktoren zu Wartungszwecken abgeschaltet, im September sogar 32. Bei zwölf dieser Reaktoren war Korrosion an Schweißnähten aufgetreten. Unter anderem die Unsicherheit darüber, ob hinreichend viele Reaktoren bis zum Winter 2022/23 wieder Strom produzieren werden, führte zu Rekordstrompreisen in Frankreich.

## Brennstoff-Zyklus

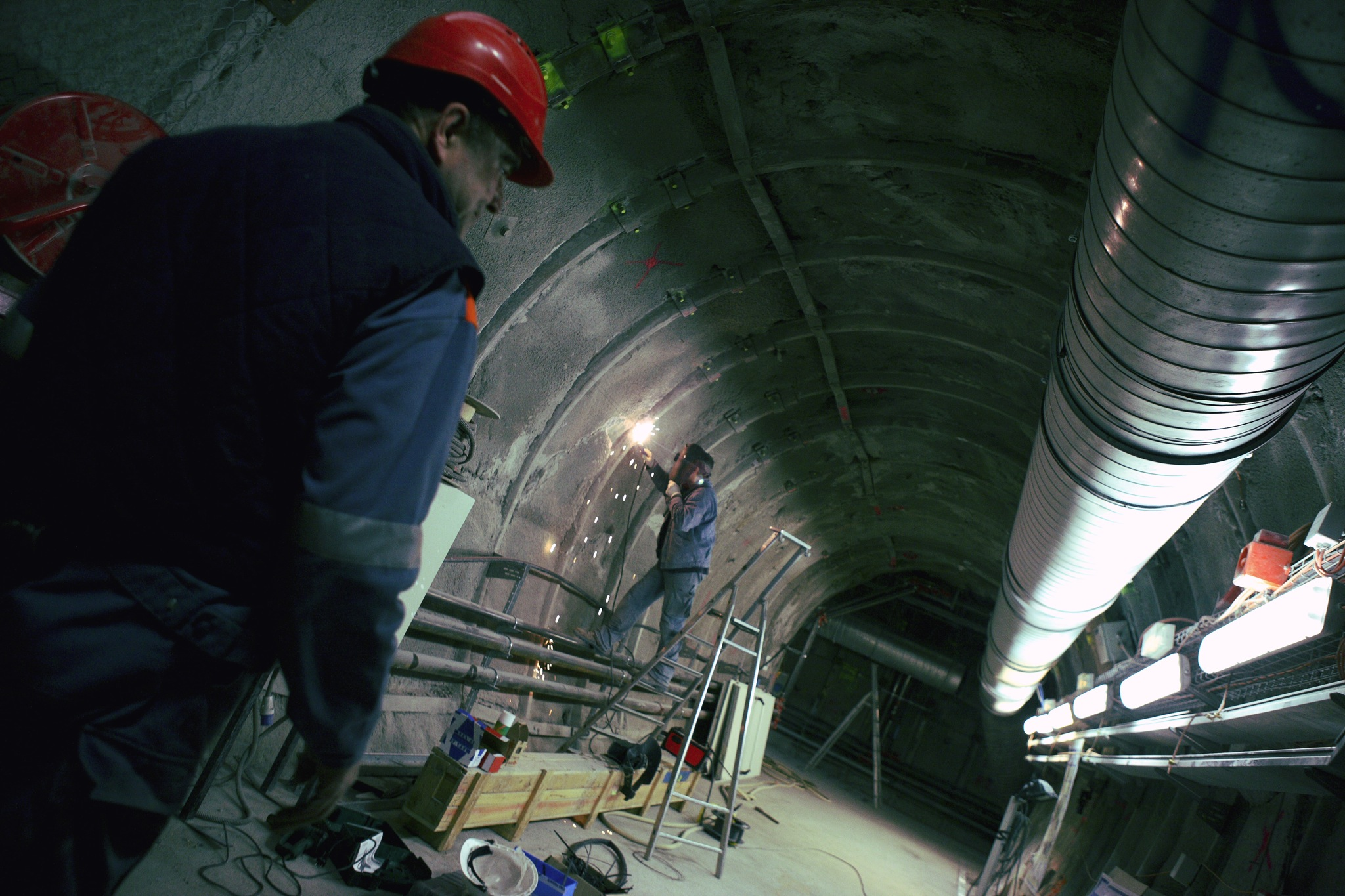
Arbeiten an einem Endlager

Frankreich ist eines der wenigen Länder auf der Welt, die über einen geschlossenen Brennstoffkreislauf verfügen. Uranerze werden von französischen Unternehmen im Ausland abgebaut, in zwei Anreicherungsanlagen am Standort Tricastin zu Kernbrennstoff veredelt und die abgebrannten Brennelemente in zwei Wiederaufarbeitungsanlagen in Beaumont-Hague aufbereitet. Die Kapazitäten sind ausreichend, um auch ausländische Kunden beliefern zu können.
Für die Endlagerung schwachradioaktiver Abfälle wurde zwischen 1969 und 1994 das Endlager Centre de la Manche in Nordfrankreich genutzt. Dort wurden kurzlebige Abfälle oberflächennah gelagert, um ein gefahrloses Abklingen der Radioaktivität über die nächsten 300 Jahre zu gewährleisten. Als Nachfolge wurde 1992 das Centre de l’Aube in Betrieb genommen.
Für hochradioaktive Abfälle wird im nordfranzösischen Bure in einem Forschungsbergwerk die Eignung der dortigen Tonformation als Endlager geprüft.

## Kosten
Laut einem Bericht des Obersten Rechnungshofes in Frankreich (Januar 2012) kosteten die Erforschung, Entwicklung sowie der Bau der französischen Kernkraftwerke insgesamt 188 Mrd. Euro. Diese Kosten konnten bisher durch den Verkauf der Elektrizität zu etwa 75 % amortisiert werden. Da die Kraftwerke noch im Betrieb sind, werden diese Kosten aber vermutlich gedeckt werden können. Für Folgekosten gibt es bisher kaum Rückstellungen. Zudem geht der Rechnungshof davon aus, dass für die Demontage der Anlagen die vorgesehenen 18,4 Mrd. Euro nicht genügen werden, sondern mindestens die doppelte Summe anzusetzen sei. Zudem müssten noch langfristige Kosten für die Entsorgung oder die Endlagerung des Atommülls berücksichtigt werden; diese sind laut Bericht nur schwer zu beziffern.
In seiner deutschen Übersetzung der Zusammenfassung schreibt der Rechnungshof u. a. (Seite 8): (Anmerkung: „€2010“ meint „Euro mit der Kaufkraft von 2010“)

„Die Bau- und Planungskosten (79.751 Mio. €2010), heruntergerechnet auf die Reaktorleistung, stiegen mit der Zeit von 1,07 Mio. €2010/MW im Jahr 1978 (Fessenheim) auf 2,06 Mio. €2010 im Jahr 2000 (Chooz 1 und 2) bzw. auf 1,37 Mio. €2010 im Jahr 2002 (Civaux) bei einem Durchschnitt von 1,25 Mio. €2010/MW für die 58 Reaktoren. Diese Erhöhung steht vor allem mit den
immer höheren Sicherheitsanforderungen im Zusammenhang.
Auch wenn ein genauer Vergleich nicht möglich ist, da die abschließenden Gesamtkosten eines EPR unbekannt sind, konnte der Cour des Comptes feststellen, dass die Baukosten im Verhältnis zur Leistung in MW mit dieser neuen Generation, die von Anfang an umfangreiche Sicherheitsauflagen erfüllen musste, weiter gestiegen sind. Bei geschätzten Baukosten von 6 Mrd. € für den EPR Flamanville (erster Reaktor der Baureihe) und einer Leistung von 1.630 MW betragen die Kosten pro MW 3,7 Mio. €; wobei bei Kosten der Baureihe von schätzungsweise 5 Mrd. € und ihre
Kosten pro MW 3,1 Mio. € betragen.“